# Rockenmoor/Fuchsberg
Rockenmoor/Fuchsberg ist der Name eines ehemaligen Naturschutzgebietes im Gebiet der niedersächsischen Stadt Elsfleth im Landkreis Wesermarsch.
Das ehemalige Naturschutzgebiet mit dem Kennzeichen NSG WE 183 ist 155 Hektar groß und war zum größten Teil Bestandteil des FFH-Gebietes „Ipweger Moor, Gellener Torfmöörte“. Das Gebiet stand seit dem 15. Dezember 1987 unter Naturschutz. Zum 22. Dezember 2018 ging es im neu ausgewiesenen Naturschutzgebiet „Gellener Torfmöörte mit Rockenmoor und Fuchsberg“ auf. Zuständige untere Naturschutzbehörde war der Landkreis Wesermarsch.
Das aus zwei Teilen bestehende Gebiet liegt zwischen Oldenburg und Elsfleth am Rand der Geest im Übergangsbereich zur Wesermarsch. Es stellte ein Hochmoorgebiet als Bestandteil des Ipweger Moores unter Schutz.
Das ehemalige Naturschutzgebiet wird vom Ipweger Moorkanal durchflossen. Im Gebiet nördlich des Ipweger Moorkanals finden sich Hochmoorgrünländereien und Brachflächen. Diese dürfen zum Schutz von boden- und buschbrütenden Vogelarten während der Brutzeit nicht bewirtschaftet werden. Die südlich des Ipweger Moorkanals liegenden Moorheiden und Moorwälder sind teilweise unkultiviert geblieben, teilweise durch Handtorfstiche verändert. Hier, wie auch im Gebietsteil Fuchsberg, kann sich das Moor regenerieren.
Neben dem Ipweger Moorkanal, der über den Moorriemer Kanal zur Hunte und zur Weser entwässert, wird das Gebiet auch über zahlreiche Gräben entwässert.